# Trieces onitis
Trieces onitis är en stekelart som först beskrevs av Davis 1897.  Trieces onitis ingår i släktet Trieces och familjen brokparasitsteklar. Inga underarter finns listade i Catalogue of Life.